# Michael Jakobi
Michael Jakobi, auch Michael Jacobi (* 1618 in Sanne; † 19. Oktober 1663 in Lüneburg) war ein deutscher Kantor und Kirchenmusiker, der hauptsächlich durch seine musikalische Zusammenarbeit mit Johann Rist (1607–1667) bekannt geworden ist.

## Leben
Michael Jakobi wurde 1618 im Dorf Sanne nahe Arendsee in der Mark Brandenburg geboren. Sein Vater war lutherischer Pfarrer, seine Mutter eine Pfarrerstochter. Er ging für drei Jahre nach Stockholm, bevor er sich 1641 als Jurastudent in Straßburg immatrikulierte. Zwei Jahre später begann er ein Reiseleben, das ihn durch Frankreich, Italien (Venedig, in erster Linie Soldat (Kavallerie) im Krieg Venedigs gegen den Kirchenstaat, daneben auch Mailand, Padua und Bologna), die Niederlande und Dänemark führte.
Spätestens 1647 begann seine Zusammenarbeit mit dem nur elf Jahre älteren Hamburger Pastor Johann Rist, der ihn einmal seinen »werten und an Sohnes Statt geliebten Freund« nennt; für dessen poetische Werke steuerte er schlichte Liedsätze bei. Auf Rists Empfehlung wurde er 1648 Stadtkantor in Kiel. Dort heiratete er am 16. September 1650 die Kaufmannstochter Katharina Holsten; dem Paar wurden in der Folgezeit acht Kinder geboren.
Ein Urgroßneffe war der Königsberger Bankier und Kant-Freund Johann Conrad Jacobi (1717–1774).
1651 wurde Jakobi – wiederum auf Empfehlung von Rist – Kantor an St. Johannis in Lüneburg. Dieses Amt hatte er bis zu seinem Tode inne. In den zwölf Jahren seiner Wirksamkeit dort kam es zur Reorganisation der kriegsbedingt daniederliegenden vokalen und instrumentalen Schul- und Kirchenmusik. Erstmals in Lüneburg ist für diese Zeit die Aufführung von Passionsoratorien im Karfreitagsgottesdienst bezeugt. Vermutlich stammte die von ihm aufgeführte Figuralmusik, dem Brauch der Zeit entsprechend, überwiegend aus seiner Feder; überliefert sind jedoch nur die Liedsätze für Rist.

## Werke

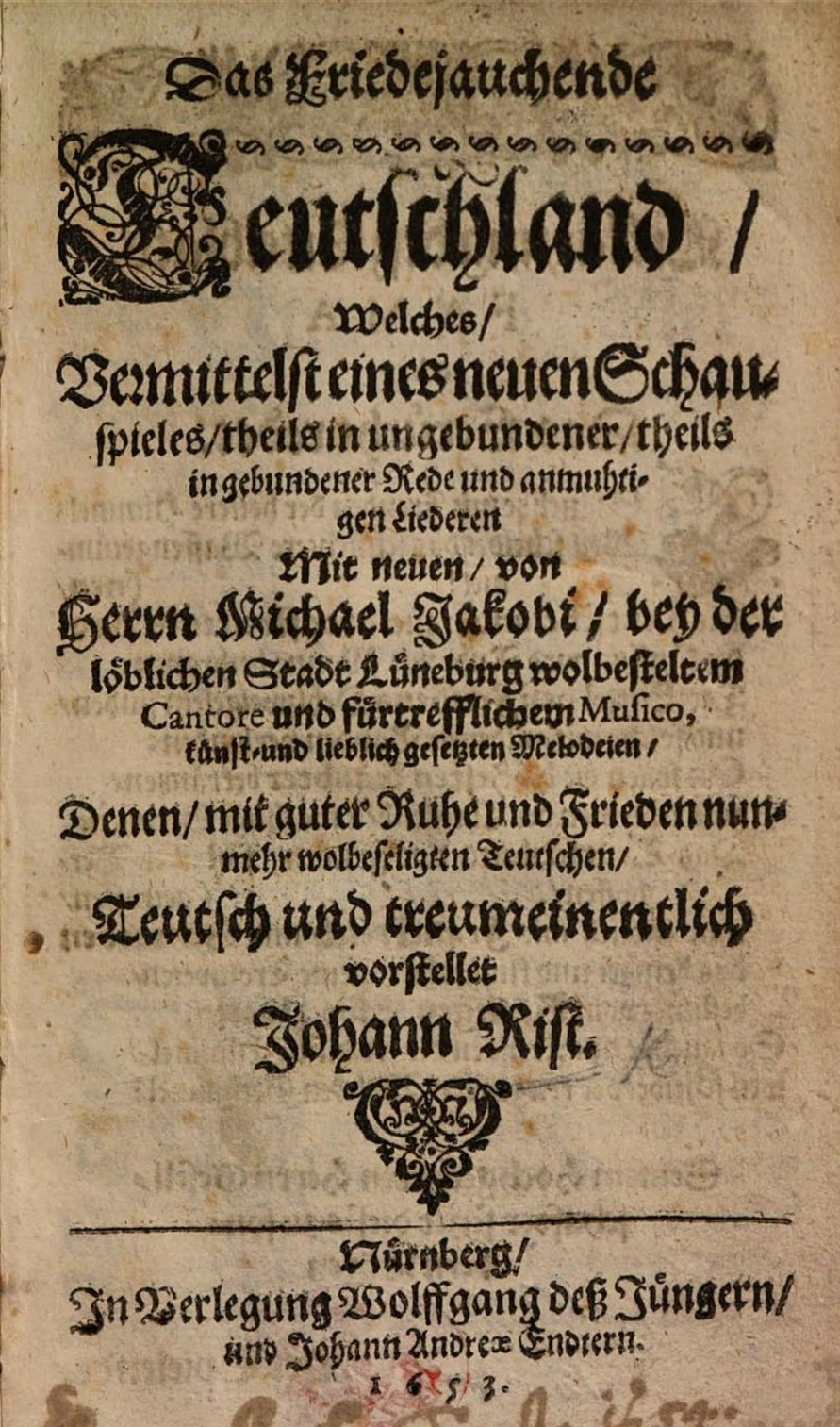
Titelseite zu Das Friedejauchzende Teutschland, 1653

- Johann Rist, Michael Jakobi: Das Friedewünschende Teutschland, Hamburg 1649
- Johann Rist, Michael Jakobi: Das Friedejauchzende Teutschland/ Welches/ Vermittelst eines neuen Schauspieles/ theils in ungebundener/ theils in gebundener Rede und anmuthigen Liederen: / Mit neuen/ von Herrn Michael Jakobi/ bey der löblichen Stadt Lüneburg wolbesteltem Cantore und fürtrefflichem Musico gesetzten künst- und lieblich gesetzten Melodeien/ … vorstellet Johann Rist. Nürnberg, Wolfgang Endter, 1653 (Google-Digitalisat)
- Johann Rist, Andreas Hammerschmidt, Michael Jakobi: Katechismus-Andachten (1656)[7]
- Johann Rist, Michael Jakobi: Neüe Musikalische Kreutz- Trost- Lob- und DankSchuhle, Worinn befindlich Unterschiedliche Lehr- uñ Trostreiche Lieder, in mancherlei Kreutz, Trübsahl und Wiederwärtigkeit hochnützlich zu gebrauchen, Welche grösseren Theils, auf bekante, und in den Evangelischen Kirchen gebräuchliche, alle mit einander aber, auf gantz neüe, von dem … Musico, Herrn Michael Jakobi … so lieb- als künstlich gesetzete Melodien, können gespielet und gesungen werden. Verlag Johann & Heinrich Stern, Lüneburg,1659 (Google-Digitalisat)

Jakobi schrieb seine Melodien nach Richtlinien von Rist, mit denen dieser sicherstellen wollte, daß auch die Melodien sich seinem Ideal der Einfachheit und Verständlichkeit unterordneten. Wiederholt hatte Rist gegen den virtuosen italienischen Kantatenstil Stellung bezogen. Rist schrieb dazu im Vorwort der Kreutz-…Schuhle: 'Er hat es aber mit diser Arbeit/ nicht nur nach meinem/ sondern auch nach vieler Kunstverständigen Sinn und Meinung/ gahr recht und wol getroffen/ in deme er/ die traurige Klaglieder mit einem langsamen/ die kräfftige Trostlieder mit einem etwas geschwinderem/ und die freüdige Danklieder mit einem frischen Tact hat gesetzet/ daß sie solchem nach/ in allen Ahrten sehr beweglich kommen/ also/ daß die Klaglieder die Trähnen außtreiben/ die Trostlieder daß bekümmerte Hertz wunderbahrlich stärken/ und die Lob= und Danklieder die erquikte Seele mit einer sonderbahren/ ja recht himlischen unnd göttlichen Freude erfüllen!' Diese Systematik lässt sich nicht eindeutig … auf Jakobis Kompositionen in den,Katechismus-Andachten‘ übertragen. Dennoch bilden die von Rist beschriebenen Taktarten auch hier die Grundlage! Rist betont aber ausdrücklich, daß „Jakobi durchaus in der Lage sei, »kunstreiche, bunt und fremd klingende Melodien« zu schreiben, daß er aber seinem ‚inständigen Begehren‘ Folge geleistet habe.“
In der MGG auch Nachweis der Druck-Ausgaben und der „Selbständigen Veröffentlichungen“ (teilweise ist nur der Text erhalten)
In der Zeit nach dem Ersten Weltkrieg wurde seine Melodie zu Rists Sicheres Deutschland, schläfst du noch aus Das friedewünschende Teutschland. bekannt; bis in die Zeit des Nationalsozialismus.